# Verger masafuera
Verger masafuera är en nattsländeart som först beskrevs av Schmid 1952.  Verger masafuera ingår i släktet Verger och familjen husmasknattsländor. Inga underarter finns listade i Catalogue of Life.